# Achirus achirus
Espèce
La sole sombre (Achirus achirus) est un poisson plat de la famille Achiridae. Il se rencontre tant en eau douce, qu'en eau de mer ou saumâtre, dans l'Atlantique ouest, de l'île Trinité à l'embouchure de l'Amazone.

## Description
Achirus achirus mesure jusqu'à 37 cm pour un poids maximal publié d'un kilogramme.

## Comportement, habitat
Achirus achirus se rencontre sur le littoral jusqu'à une profondeur de −20 m et sur les fonds sablo-vaseux des estuaires qu'il remonte parfois. Il se cache complètement dans les sédiments, ne laissant dépasser que ses yeux, à l'affût des proies et prédateurs. Il se nourrit de crustacés et de poissons. La reproduction a lieu entre juillet et septembre.